# Уотсон, Лаклан
Лаклан Уотсон (англ. Lachlan Watson; имя при рождении Райли Уотсон (англ. Riley Watson), род. 12 апреля 2001) — американский актёр, наиболее известный по роли Тео Патнема в сериале Netflix «Леденящие душу приключения Сабрины».

## Ранние годы
Уотсон родился и вырос в городе Роли, Северная Каролина. Получил аттестат об окончании средней школы в 2018 году.

## Карьера
Уотсон начал играть ещё в детстве, в Burning Coal Theatre, где работала его мать. Он получил некоторую известность на театральной сцене, после чего он получил небольшие роли в таких шоу как «Нэшвилл» и «До смерти красива». В 2015 году выступил в Raleigh Little Theatre's в постановке «Много шума из ничего» Уильяма Шекспира.
В 2016 году Уотсон получил роль в сериале Netflix «Леденящие душу приключения Сабрины», в котором он сыграл небинарную персону, по имени Тео Патнем (ранее имевшую женское имя «Сьюзи»). Уотсон заявил, что использовал личный небинарный опыт, чтобы сформировать персонажа и влиять на то, как пишется сюжетная линия, чтобы найти отклик у зрителей. Во время начала съёмок в сериале, Уотсон был одним из самых молодых небинарных актёров в Голливуде.

## Личная жизнь
Лаклан Уотсон — небинарный пансексуал и использует местоимения «они/их». При рождении его пол был установлен как женский, однако впоследствии Уотсон сделал операцию по удалению груди. Является феминистом.